# Kojamo
Kojamo Oyj (jusqu'en 2017 VVO-yhtymä Oyj) est le plus grand investisseur immobilier de Finlande.
La société commercialise des logements locatifs sous les marques Lumo et VVO.

## Présentation
En 2016, le chiffre d'affaires de Kojamo s'élève à 2016 oli 351,5 millions d'euros et le bénéfice avant impôts à 289,7 millions d'euros.
Le total du bilan à la fin de 2016 s'élevait à 4,6 milliards d'euros.
La juste valeur des logements loués par Kojamo et des locaux commerciaux situés dans des immeubles locatifs s'élevait à 4 298,9 millions d'euros au 31 décembre 2016.

## Actionnaires
Les actionnaires principaux de Kojamo Oyj au 31 décembre 2016 sont:
- Ilmarinen oy (18,08 %),
- Varma (16,98 %),
- Fédération des métallurgistes (9,70%),
- Fédération des secteurs public et social (fi) (8,73 %),
- Rakennusliitto (8,31 %)

Le reste des actions appartient à d'autres syndicats, fondations, fonds et villes.